# کیم شی-هو
کیم شی-هو (کره‌ای: 김시후؛ زادهٔ کیم یونگ-جون در ۲ ژانویه ۱۹۸۸) بازیگر اهل کره جنوبی است.

## فیلم‌شناسی

### فیلم‌ها
| سال  | عنوان            | نقش                                           |
| ---- | ---------------- | --------------------------------------------- |
| ۲۰۰۵ | بانوی انتقام     | گون-شیک                                       |
| ۲۰۰۶ | شهر خشونت        | یو سوک-هوان (جوانی)                           |
| ۲۰۰۶ | یک آریای خونین   | هیون-جه                                       |
| ۲۰۰۸ | یک داستان روح'   | سو-وونگ                                       |
| ۲۰۱۱ | سانی             | هان جون-هو (دهه ۱۹۸۰) / پسر هان جون-هو (۲۰۱۱) |
| ۲۰۱۱ | راه من           | تسوکاموتو                                     |
| ۲۰۱۳ | فولاد سرد زمستان | سو یون-سو                                     |
| ۲۰۱۵ | کهنه‌سرباز        | کارآگاه یون                                   |
| ۲۰۱۶ | کسوف             | یون-جه                                        |

## جوایز و نامزدی‌ها
| سال  | نام مراسم جایزه              | دسته                  | اثر نامزد شده | نتیجه    |
| ---- | ---------------------------- | --------------------- | ------------- | -------- |
| ۲۰۰۶ | چهل و سومین جوایز ناقوس بزرگ | بهترین بازیگر تازه‌کار | بانوی انتقام  | نامزدشده |